# 日本アマチュアオーケストラ連盟
公益社団法人日本アマチュアオーケストラ連盟（日本アマチュアオーケストラれんめい、英文名称：The Federation of Japan Amateur Orchestras Corp.）は、全国のアマチュア・オーケストラ活動を促進するために1972年に結成された連盟である。英語表記の Japan Amateur Orchestras の頭文字を取って、JAO連盟と表記されることがある。元文部科学省所管。

## 概要
2005年の時点で147団体の加盟団体（管弦楽団）を数える。主要事業として毎年開催される「全国アマチュアオーケストラフェスティバル」などで日本各地の地域貢献など。

## 略歴
- 1972年　6月愛知県豊橋市に参集した23団体で結成
- 1973年　「第1回全国アマチュアオーケストラフェスティバル豊橋大会」を開催（以後順次開催）
- 1985年　「トヨタ青少年オーケストラキャンプ」を開催（以後順次開催）
- 1986年　開催の始まった国民文化祭「アマチュアオーケストラの祭典」への共催参加
- 1995年7月　 文部省（当時）より社団法人の認可を取得
- 1998年　世界アマチュアオーケストラ連盟（WFAO）結成において中心的役割を果たす
- 2000年　第1回「高円宮メモリアル日本マスターズオーケストラキャンプ」を開催（以後順次開催）

## 主な事業
- 全国アマチュアオーケストラフェスティバル
- 高円宮メモリアル・日本マスターズオーケストラキャンプ
- トヨタ青少年オーケストラキャンプ（TYOC）
- トヨタコミュニティコンサート（TCC）
- トヨタミュージックライブラリー

## 加盟団体

### 北海道
- 北見室内管弦楽団
- 帯広交響楽団
- 北海道交響楽団
- 札幌フィルハーモニー管弦楽団
- 函館市民オーケストラ

### 青森県
- 青森市民交響楽団
- 青森ジュニアオーケストラ
- 八戸ジュニアオーケストラ
- 弘前交響楽団
- ジュニアオーケストラ十和田

### 岩手県
- 岩手県民オーケストラ
- 北上フィルハーモニー管弦楽団

### 宮城県
- 仙台ニューフィルハーモニー管弦楽団
- 仙台市民交響楽団
- 石巻市民交響楽団

### 秋田県
- 秋田市管弦楽団
- 湯沢市民管弦楽団

### 山形県
- 酒田フィルハーモニー管弦楽団
- 山形フィルハーモニー交響楽団
- 米沢フィルハーモニー管弦楽団

### 福島県
- 福島市民オーケストラ
- 郡山市民オーケストラ
- 会津市民オーケストラ
- いわき交響楽団

### 茨城県
- つくば学園都市オーケストラ
- 茨城交響楽団

### 栃木県
- 栃木県交響楽団
- 鹿沼ジュニアフィルハーモニーオーケストラ
- 足利市民交響楽団
- 栃木フィルハーモニー交響楽団

### 群馬県
- 群馬シティフィルハーモニーオーケストラ

### 埼玉県
- 埼玉交響楽団
- 埼玉フィルハーモニー管弦楽団
- 戸田交響楽団

### 千葉県
- 市川交響楽団
- 市響ジュニアオーケストラ
- 習志野フィルハーモニー管弦楽団
- ウインドミルオーケストラ
- 船橋フィルハーモニー管弦楽団
- 船橋ジュニアオーケストラ
- 千葉市管弦楽団
- 松戸シティフィルハーモニー管弦楽団
- 我孫子市民フィルハーモニー管弦楽団
- 八千代交響楽団
- 柏交響楽団
- 四街道交響楽団
- 佐倉フィルハーモニー管弦楽団
- 成田フィルハーモニー管弦楽団
- 浦安シティオーケストラ
- かずさジュニアオーケストラ
- 市原市楽友協会オーケストラ

### 東京都
- 白金フィルハーモニー管弦楽団
- 東京サロンオーケストラ
- 俊友会管弦楽団
- フィルハーモニックアンサンブル管弦楽団
- ワグネルソサイエティOBオーケストラ
- 中野区民交響楽団
- モーツァルトアンサンブルオーケストラ
- 八王子フィルハーモニー管弦楽団
- 北多摩市民合同オーケストラ
- 目黒区民交響楽団
- 丸の内交響楽団

### 神奈川県
- 藤沢ジュニアオーケストラ
- 横浜交響楽団
- 横浜シティ・フィルハーモニック
- 横浜フィルハーモニー管弦楽団
- 茅ヶ崎交響楽団
- 緑交響楽団

### 山梨県
- 山梨交響楽団

### 新潟県
- 新潟交響楽団
- 長岡交響楽団

### 長野県
- (社)諏訪交響楽団

### 静岡県
- 沼津交響楽団
- 富士フィルハーモニー管弦楽団
- 三島フィルハーモニー管弦楽団
- 静岡フィルハーモニー管弦楽団
- 伊豆フィルハーモニー管弦楽団
- （財）浜松交響楽団
- ジュニアオーケストラ浜松
- 清水フィルハーモニー管弦楽団
- 島田フィルハーモニー管弦楽団

### 愛知県
- 豊橋交響楽団
- 豊橋ユースオーケストラ
- 岡崎フィルハーモニー管弦楽団
- 豊田楽友協会管弦楽団
- センチュリー室内管弦楽団
- 刈谷市民管弦楽団
- 半田市民管弦楽団
- 大府市楽友協会管弦楽団
- 名古屋市民管弦楽団
- NHK名古屋青少年交響楽団
- 北名古屋シティ管弦楽団
- 瀬戸市民オーケストラ

### 三重県
- 三重フィルハーモニー交響楽団
- 三重ジュニア管弦楽団
- 四日市交響楽団

### 岐阜県
- （社）岐阜県交響楽団
- 岐響ジュニアオーケストラ
- 瑞浪市民交響楽団
- 大垣市室内管弦楽団
- 多治見市交響楽団

### 富山県
- 富山シティフィルハーモニー管弦楽団

### 石川県
- 石川フィルハーモニー交響楽団

### 福井県
- 福井交響楽団
- 福井室内管弦楽団

### 滋賀県
- 大津管弦楽団

### 京都府
- 長岡京市民管弦楽団

### 奈良県
- 奈良交響楽団

### 和歌山県
- 和歌山市交響楽団

### 大阪府
- 大阪市民管弦楽団
- 近畿フィルハーモニー管弦楽団
- 吹田市交響楽団
- 関西シティフィルハーモニー交響楽団
- 堺フィルハーモニー交響楽団
- 柏原市青少年オーケストラ
- 交野シティ・フィルハーモニック

### 兵庫県
- 西宮交響楽団
- 姫路交響楽団

### 岡山県
- 倉敷管弦楽団
- 岡山交響楽団

### 広島県
- 広島市民オーケストラ

### 山口県
- 下関市民オーケストラ

### 島根県
- 山陰フィルハーモニー管弦楽団
- 山陰フィルジュニアオーケストラ

### 香川県
- 高松交響楽団

### 徳島県
- 徳島交響楽団

### 高知県
- 高知交響楽団
- 四国フィルハーモニー管弦楽団

### 愛媛県
- なし

### 福岡県
- 福岡市民オーケストラ
- 久留米市民オーケストラ
- 福岡ユースオーケストラ

### 佐賀県
- 佐賀交響楽団

### 長崎県
- 長崎交響楽団
- 佐世保市民管弦楽団

### 熊本県
- 熊本交響楽団
- 熊本ユースシンフォニーオーケストラ

### 大分県
- 大分交響楽団

### 宮崎県
- 宮崎交響楽団
- 宮崎ジュニアオーケストラ
- 宮崎シティフィルハーモニー管弦楽団
- 延岡フィルハーモニー管弦楽団

### 鹿児島県
- 鹿児島交響楽団
- MBCユースオーケストラ

### 沖縄県
- 沖縄交響楽団
- 中城ジュニア・オーケストラ